# 前田利恵
前田 利恵 （まえだ りえ、1981年3月2日 - ）は、日本の元子役。元女優。明星大学卒。

## 略歴
8歳の時に出演した『美少女仮面ポワトリン』で、村上ユウコ（花島優子）の妹である村上モモコ役で人気を博す。
小学校卒業を機に、学業に専念するため芸能界を引退。
2008年に一般男性と結婚。2児を儲ける。結婚後の名前は加藤利恵となる。
2016年8月19日放送の『爆報! THE フライデー』(TBS系列)に出演。子役時代から現在の近況までを特集される。それによると、芸能界を引退して間もない中学時代に母親を癌で亡くし、寂しさから父親と対立し、一時期生活が荒れて不良仲間とつるむようになった。また、2013年に子供の水疱瘡がうつった事による合併症で水痘脳炎を発症し、生死をさまよったとの事。番組に出演した際に『美少女仮面ポワトリン』で姉役だった花島優子と勤務先の小学校でドッキリの形で再会し、花島と共にポワトリンプティットの姿を披露する。
現在（2016年時点）は、小学校の補助教員として働いている。

## 出演

### テレビドラマ
- 土曜ワイド劇場「西村京太郎トラベルミステリー14 愛と死の飯田線 高原列車殺人事件!天竜峡に哀歌が流れる」（1989年）
- はぐれ刑事純情派 第2シリーズ 第2話（1989年）
- 美少女仮面ポワトリン（1990年） - 村上モモコ／ポワトリンプティット 役
- うたう!大龍宮城（1992年） - カキ 役

### 吹き替え
- 「メリー・ポピンズ」VHS新吹替版（1991年） - ジェーン・カロライン・バンクス役